# Musa Ibraimi
Musa Ibraimi (mac. Муса Ибраими; ur. 17 czerwca 1968 we wsi Żitosze) – północnomacedoński prawnik i dziennikarz pochodzenia albańskiego, deputowany do Zgromadzenia Republiki Macedonii.

## Życiorys
Ukończył studia prawnicze na Państwowym Uniwersytecie w Tetowie i na Międzynarodowym Uniwersytecie w Strudze. W latach 2009–2014 pracował jako dziennikarz w MRT, następnie w wyniku wyborów parlamentarnych z 2014 roku zasiadł w Zgromadzeniu Republiki Macedonii; mandat parlamentarny sprawował do 2016 roku w związku z zakończeniem kadencji. Od 2017 do 2018 ponownie pracował jako dziennikarz w MRT.
Deklaruje znajomość języków albańskiego, angielskiego i macedońskiego.